# 利霍斯拉夫爾區
57°07′N 35°28′E / 57.117°N 35.467°E
利霍斯拉夫爾區（俄语：Лихославльский район），是俄羅斯的一個區，位於該國西部，由特維爾州負責管轄，面積1,781平方公里，2010年該區人口28,492，人口密度每平方公里16人。